# Thélepte
Thélepte (arab. ثليفت) – nowożytna nazwa ruin starożytnego miasta rzymskiego Ruspe w zachodniej części Tunezji, opodal granicy z Algierią, 5 km od nowożytnego miasta Furrijjana. Najlepiej zachowanym starożytnym zabytkiem jest kościół.
Katedra Ruspe na przełomie V i VI wieku była siedzibą charyzmatycznego biskupa Fulgencjusza z Ruspe, Ojca Kościoła. Nie było mu jednak dane długo przebywać w swej siedzibie biskupiej, gdyż wraz z innymi sześćdziesięcioma katolickimi biskupami tego regionu, został zesłany na banicję przez ówczesnego władcę arianina Trasamunda.